# Lesley Yellowlees
Lesley Jane Yellowlees (Londra, 1953) è una chimica britannica.
È stata la prima donna eletta presidente della Royal Society of Chemistry.
Lesley Yellowlees è nata a Londra nel 1953. All'età di nove anni si trasferì con la famiglia a Edimburgo. Si iscrisse all'università ottenendo la laurea in chimica fisica nel 1975, e quindi il PhD in elettrochimica inorganica nel 1983. Nel suo corso c'erano due sole donne, e lei fu l'unica a laurearsi. All'inizio della carriera entrò nell'amministrazione del National Health Service (il sistema sanitario nazionale del Regno Unito), ma poco dopo si trasferì con il marito in Australia, dove si occupò di ricerche concernenti lo sfruttamento dell'energia solare. Nel 1986 tornò all'Università di Edimburgo, dove nel 2005 venne nominata professore di elettrochimica inorganica. Dal 2005 al 2010 diresse il Dipartimento di Chimica dell'università. Nel biennio 2012-2014 è stata la prima donna ad essere eletta presidente della Royal Society of Chemistry. Sposata con Peter Yellowlees, ha due figli: Mark e Sarah. Fra i suoi attuali interessi di ricerca figurano elettrochimica e spettrochimica inorganica, sintesi e caratterizzazione di coloranti per lo sfruttamento dell'energia solare, utilizzo del diossido di carbonio. È autrice di circa 100 pubblicazioni su riviste scientifiche.